# 10891 Fink
10891 Fink è un asteroide della fascia principale. Scoperto nel 1997, presenta un'orbita caratterizzata da un semiasse maggiore pari a 2,2899954 au e da un'eccentricità di 0,1243166, inclinata di 5,09128° rispetto all'eclittica.
L'asteroide è dedicato all'astronomo statunitense Uwe Fink.